# Hasan Salihamidžić
Hasan „Brazzo“ Salihamidžić (* 1. Januar 1977 in Jablanica, SFR Jugoslawien, heute Bosnien und Herzegowina) ist ein bosnisch-herzegowinischer Fußballfunktionär und ehemaliger -spieler, der auch die deutsche Staatsangehörigkeit besitzt. Als Spieler war Salihamidžić für den Hamburger SV, Bayern München, Juventus Turin und den VfL Wolfsburg aktiv und kam dabei meist im Mittelfeld zum Einsatz.  Mit dem FC Bayern gewann er unter anderem 2001 die UEFA Champions League. Von 2017 bis 2020 war er Sportdirektor beim FC Bayern, danach bis Mai 2023 Sportvorstand.

## Karriere als Spieler

### Vereine

#### Anfänge (1987 bis 1992)
Mit zehn Jahren trat er dem Fußballverein seiner Geburtsstadt Jablanica, dem FK Turbina Jablanica, bei. Mit 14 Jahren spielte er für den FK Velež Mostar und wurde in die U-15- und U-16-Nationalmannschaft Jugoslawiens berufen. Der Bosnienkrieg 1992 veranlasste die Eltern, den 15-jährigen Salihamidžić zu Verwandten nach Hamburg zu schicken.

#### Hamburger SV (1992 bis 1998)
Nach drei Jahren in der Jugendabteilung des Hamburger SV nahm Salihamidžić Ende November 1995 erstmals am Übungsbetrieb der HSV-Bundesligamannschaft unter Trainer Felix Magath teil. Er erhielt dann einen Lizenzspielervertrag und machte im Winter 1995/96 zunächst mit seinen Leistungen bei Hallenturnieren auf sich aufmerksam. Salihamidžić, den früh eine abgeklärte und selbstbewusste Spielweise auszeichnete, bestritt Mitte April 1996 sein erstes Bundesliga-Spiel. Am letzten Spieltag der Saison 1995/96 trug er mit zwei Treffern beim 4:1-Sieg gegen Eintracht Frankfurt entscheidend dazu bei, dass der HSV nach rund fünfjähriger Pause wieder in einen Europapokalwettbewerb einzog.

#### FC Bayern München (1998 bis 2007)
Als sein Vertrag beim HSV 1998 auslief, erhielt er Anfragen mehrerer Vereine, darunter FC Barcelona, Manchester United und Borussia Dortmund. Salihamidžić entschied sich für den FC Bayern München, den er bereits als 14-Jähriger in Belgrad beim Europapokalspiel am 24. April 1991 gegen Roter Stern Belgrad (2:2) gesehen hatte.
Mit den Münchner Bayern feierte er seine größten Erfolge, den Gewinn des Weltpokals und der Champions League. Im Finale gegen den FC Valencia, das per Elfmeterschießen entschieden wurde, konnte Salihamidžić seinen Elfmeter verwandeln. Das Spiel um den UEFA Super Cup verloren die Münchner im Duell mit dem FC Liverpool 2001 mit 2:3 im Anschluss an ihren Champions-League-Triumph gegen den amtierenden UEFA-Pokalsieger – trotz eines Treffers von Salihamidžić.

#### Juventus Turin (2007 bis 2011)
Zur Saison 2007/08 – nach neun Spielzeiten für die Bayern mit 234 Ligapartien – wechselte Salihamidžić nach Italien zum Rekordmeister Juventus Turin, bei dem er einen Vierjahresvertrag unterzeichnete. Sein Debüt in der Serie A gab er am 25. August 2007 (1. Spieltag) beim 5:1-Heimsieg gegen die AS Livorno; sein erstes Tor erzielte er am 26. September 2007 (5. Spieltag) zum zwischenzeitlichen 2:0 beim 4:0-Heimsieg gegen Reggina Calcio.
Bei Juventus Turin wurde er wahlweise als linker oder rechter Mittelfeldspieler, zuweilen auch in der Viererkette auf den beiden Außenverteidiger-Positionen eingesetzt. 2011 wurde sein auslaufender Vertrag nicht verlängert.

#### VfL Wolfsburg (2011 bis 2012)
Daher wechselte Salihamidžić am 4. Juli 2011 zurück in die deutsche Bundesliga zum VfL Wolfsburg. In einem Testspiel im Juli 2011 erlitt er einen Unterarmbruch und musste mit Armschiene trainieren und spielen.
Nach der abgelaufenen Saison wurde sein Einjahresvertrag nicht verlängert. Am 20. September 2012 beendete er nach erfolgloser Vereinssuche seine Karriere.

### Nationalmannschaft
Salihamidžić spielte zehn Jahre für die Nationalmannschaft Bosnien-Herzegowinas, bestritt 43 Länderspiele und erzielte sechs Tore. Sein Debüt gab er am 8. Oktober 1996 im Qualifikationsspiel zur Weltmeisterschaft 1998 bei der 1:4-Niederlage gegen Kroatien; dabei erzielte er sein erstes Tor. Sein letztes Länderspiel bestritt er am 16. August 2006 bei der 1:2-Niederlage gegen Frankreich; zwei Tage später trat er als Nationalspieler zurück.

## Nach der aktiven Karriere

### Fußballexperte
Von Sommer 2013 bis Frühjahr 2014 war Salihamidžić Fußball-Experte bei RTL und war beim Audi Cup 2013 Co-Kommentator von Heiko Waßer. Ab Februar 2014 bis zum Finale der Champions League war er Reporter bei der Übertragung des ZDF und bekleidete diese Position auch während der Fußball-Weltmeisterschaft 2014 in Brasilien für das ZDF.

### Funktionär des FC Bayern München
Am 31. Juli 2017 wurde Salihamidžić als neuer Sportdirektor des FC Bayern München vorgestellt. Er war Nachfolger von Matthias Sammer, der seinen Vertrag am 10. Juli 2016 aufgelöst hatte. Dabei ähnelte er in der Ausführung seines Jobs laut Karl-Heinz Rummenigge dem jungen Uli Hoeneß. Bereits im Dezember 2018 äußerte Salihamidžić gegenüber der Welt am Sonntag, dass er „wahrscheinlich mehr bewegt“ habe als seine „Vorgänger in ihrer gesamten Amtszeit beim FC Bayern“.
Im November 2019 beschloss der Aufsichtsrat der FC Bayern München AG, Salihamidžić zum 1. Juli 2020 zum Sportvorstand zu berufen. Er galt als Vertrauter von Uli Hoeneß. Sein Dauerkonflikt mit dem bei den Spielern beliebten Cheftrainer Hansi Flick führte im Frühjahr 2021 zu einer schweren Führungskrise im Club Bayern München, in der ein Rückzug Salihamidžićs erstmals denkbar erschien und die schließlich zum Abgang Flicks führte. Nachdem sein Engagement zu Beginn von vielen Fans kritisch gesehen wurde, änderte sich die öffentliche Wahrnehmung seiner Person und seiner Verdienste für den Verein im Laufe der Zeit, unter anderem durch eine Reihe von erfolgreichen Transferperioden.
Am Tag des Gewinns der 33. Deutschen Meisterschaft wurde unmittelbar nach Spielende bekanntgegeben, dass auf einer Sondersitzung des Bayern-Aufsichtsrates am Vortage die Entlassung von Salihamidžić und von Oliver Kahn aus ihren Vorstandsfunktionen beschlossen worden war.

## Titel als Spieler
International
- Champions-League-Sieger: 2001
- Weltpokalsieger: 2001

National
- Deutscher Meister (6): 1999, 2000, 2001, 2003, 2005, 2006
- Deutscher Pokalsieger (4): 2000, 2003, 2005, 2006
- Deutscher Ligapokalsieger (4): 1998, 1999, 2000, 2004

Individuell
- Bosniens Fußballer des Jahres (4): 2000, 2004, 2005 und 2006

## Privates
Salihamidžićs Spitzname ist Brazzo (von Bosnisch Braco; zu Deutsch Brüderchen).
Er besitzt sowohl die bosnisch-herzegowinische als auch die deutsche Staatsangehörigkeit und ist mit der Schwester von Francisco Copado verheiratet, mit der er drei Kinder hat. Sein Sohn Nick ist ebenfalls Fußballspieler. Durch die Ehe ist er zudem der Onkel von Copados Sohn Lucas.